# Robin Leamy
Robin Walsh Leamy (ur. 27 lipca 1934 w Wellington, zm. 1 stycznia 2022 w Auckland) – nowozelandzki duchowny rzymskokatolicki, marysta, w latach 1984–1996 biskup Rarotonga.

## Życiorys
Święcenia kapłańskie przyjął 21 lipca 1958 jako członek zakonu marystów. 9 stycznia 1984 papież Jan Paweł II mianował go biskupem diecezjalnym Rarotonga na Wyspach Cooka. Sakry udzielił mu 7 kwietnia 1984 Denis Browne, jego poprzednik na tej stolicy biskupiej. 8 listopada 1996 zrezygnował z urzędu ordynariusza Rarotonga.